# Bogserbåt Fridde
Bogserbåt Fridde är en bogserbåt tillhörande Trafikverkets Färjerederi. Han finns sedan 1992 vid Trafikverkets Varvstjänst vid Fridhems varv i Lysekil.

## Historia
Fridde byggdes för Bergnings- och Dykeri AB Neptun i Stockholm som bogser- och dykbåt, då under namnet Pollux. Han köptes 1988 av dåvarande Statens vägverk i Göteborg och fick då beteckningen Färja 63/79.